# Война за независимость Турции
Война за независимость Турции или согласно советской историографии Национально-освободительная война турецкого народа, Турецкая или Кемалистская революция (тур. Kurtuluş Savaşı или İstiklâl Harbi, иногда Millî Mücadele) — вооружённая борьба национально-патриотических сил Турции во главе с Мустафой Кемалем против иностранной военной интервенции, длившаяся с 19 мая 1919 года по 29 октября 1923 года, и завершившаяся изгнанием оккупантов и установлением республиканского строя. 
Началом Национально-освободительной войны считается оккупация греческой армией города Смирны (Измир) в мае 1919 года, завершением стали Муданское перемирие и Лозаннский мирный договор 1923 года.

## Предыстория конфликта, октябрь 1918 — май 1919[43]
В Первой мировой войне 1914—1918 гг. Османская империя принимала участие на стороне Германии, что закончилось для неё катастрофой. 30 октября 1918 года между представителями Османской империи с одной стороны и государствами Антанты (за исключением России) с другой было подписано Мудросское перемирие, ознаменовавшее поражение Османской империи.
Принятие условий перемирия означало фактически полную утрату самостоятельности Османской империи и её расчленение в интересах государств-победителей. Сразу же после подписания перемирия державы Антанты (Франция, Великобритания, Италия) приступили к оккупации важнейших военно-стратегических районов бывшей Османской империи и фактическому её разделу. Османская империя утратила контроль над всеми своими владениями, за исключением Малой Азии (с изъятием Киликии) и небольшой европейской территории в районе Стамбула.
Уже 13 ноября союзные войска Великобритании, Франции, Италии, а через некоторое время и США вошли в бухту Золотой Рог, высадили десанты в Стамбуле и заняли укреплённые районы Черноморских проливов, появились в турецких портах Средиземного и Чёрного морей. В Месопотамии, ссылаясь на необходимость обеспечить безопасность коммуникаций своих войск, английские войска 3 ноября взяли под свой контроль нефтяной район Мосула. Английские войска заняли важный порт на Средиземном море — Александретту (Искендерун), оккупировали города Антеп, Мараш, Урфу, Эскишехир, Афьонкарахисар, Кютахья, а также установили контроль над Анатолийско-Багдадской железной дорогой и черноморскими портами. В марте 1919 года английские десантные отряды были высажены в Самсуне и Трабзоне. Специальные военные подразделения были направлены в Мерзифон и Анкару.
Французы оккупировали Мерсин, Аданскую область, каменноугольный район Зонгулдака, а осенью 1919 года сменили англичан в Антепе, Мараше и Урфе. В тот же период Италия высадила свои десантные войска в Анталье, Кушадасы, а затем оккупировала Конью, Испарту, Бодрум, Мармарис.
К началу 1919 года численность оккупационных войск союзников в Анатолии и во Фракии достигла 107 тыс. человек.

## Начало войны
15 мая 1919 года греческие войска в соответствии со статьёй 7-й Мудросского перемирия высадились в городе Смирна (Измир) на западном побережье Малой Азии, где больше половины населения составляли греки, встретившие греческую армию как освободителей. Поводом для высадки послужило намерение Италии включить Смирну в свою зону оккупации и противодействие Англии и Франции этому шагу. Греческие войска оккупировали город и прилегающие территории.

## Май 1919 — март 1920 гг
19 мая в ходе спровоцированных итальянцами беспорядков погиб 71 турок и несколько греческих солдат. Возмущение действиями оккупантов привело к созданию партизанских отрядов, количество которых быстро росло. По всей стране стали возникать «общества защиты прав», в руководстве которых основную роль играли представители офицерства и интеллигенции.
О каком-либо серьёзном сопротивлении интервентам, однако, можно говорить лишь с июня 1919 года, когда работу по созданию общенациональной организации взял на себя Мустафа Кемаль — генерал османской армии, перебравшийся в Восточную Анатолию из Стамбула в мае 1919 года. Кемаль объединил разрозненные турецкие национальные организации — «общества защиты прав», сохранившиеся здесь остатки регулярных войск бывшего турецкого Кавказского фронта и нерегулярные вооружённые формирования в «национальные силы» и возглавил Национальное движение, провозгласившее своей главной целью сохранение суверенитета и целостности Османской империи. При его непосредственном участии 3 июля — 6 августа в Эрзеруме состоялся конгресс «обществ защиты прав восточных вилайетов». 4—11 сентября в Сивасе (Себастия) прошёл конгресс «обществ защиты прав Анатолии и Румелии». На Сивасском конгрессе было создано объединённое всетурецкое Общество защиты прав Анатолии и Румелии и его центральный орган — Представительный комитет под председательством Мустафы Кемаля, явившийся по существу первым временным правительством новой Турции. Эрзерумский и Сивасский конгрессы отвергли идею создания армянского, греческого и арабского государств на территории бывшей империи и заявили о необходимости сохранения целостности государства.
Тем временем в результате активных боевых действий в июне-июле греки значительно расширили плацдарм в Малой Азии, заняв Ушак, Бандырму и Бурсу. 25 июля греки захватили Адрианополь (Эдирне). К осени 1919 года греческие войска контролировали пространство между рекой Меандр на юге, Ахметли на востоке и Ванчико. При этом греки не продвигались далеко вглубь материка, прежде всего потому, что не имели на это санкции союзников.
Под влиянием англичан, желавших достижения компромисса между противоборствующими политическими силами Турции на период переговоров о мирном договоре между Турцией и Антантой, султанская администрация пошла на соглашение с кемалистами о проведении выборов нового парламента. В декабре 1919 года Представительный комитет переехал в Ангору (ныне Анкара), ставшую центром кемалистского движения. Ядром движения были действовавшие в центре Малой Азии вооружённые крестьянские отряды («Национальные силы»).
Результаты выборов, однако, оказались неожиданными для султана и английских оккупационных властей: большинство депутатов были сторонниками кемалистов. 28 января 1920 года вновь избранная палата депутатов, собравшаяся под давлением англичан не в Анкаре, а в Стамбуле, приняла, исходя из решений Сивасского съезда, «Декларацию независимости Турции», более известную как Национальный турецкий пакт, или Национальный обет. Статья 6 Национального обета особо оговаривала суверенитет Турецкого государства, который, согласно этому документу, распространялся также и на зону Черноморских проливов. Территориальные вопросы в Национальном обете решались следующим образом: вопрос об арабских землях выносился на плебисцит их населения, а земли, населённые представителями турецкой нации, безусловно должны были остаться в составе Турции. Под землями, населёнными турецкой нацией, понималась вся территория современной Турецкой Республики, за исключением Западной Фракии и районов Карса, Ардагана и Батума, где предполагалось провести референдум о государственной принадлежности данных территорий.
В ответ на принятие Национального обета державы Антанты 16 марта оккупировали Константинополь и зону Черноморских проливов, открыв с середины 1920 года боевые действия против Турецкой Республики. Главной ударной силой Антанты в войне против Турции была греческая армия. Великобритания, Франция и США планировали ограничить активность своих собственных войск зоной проливов, не оказывая существенной поддержки Греции в боевых действиях против Турции.

## Решающий этап войны

### Созыв Великого национального собрания Турции
23 апреля 1920 года в Ангоре открылось первое заседание созванного Представительным комитетом Великого национального собрания Турции (ВНСТ). Новый турецкий парламент (меджлис) состоял частью из бежавших в Анатолию депутатов оттоманского парламента (105 человек), частью из вновь избранных депутатов (233 человека). С этого момента в Турции действовали два центра власти — ВНСТ (кемалистское правительство) и международно признанное правительство в оккупированной столице Турции — администрация султана Мехмеда VI Вахидеддина. Попытки султанского правительства подавить движение кемалистов собственными силами (организация мятежей в Анатолии, переброска туда так называемой халифатской армии и др.) потерпели неудачу.
7 июня ВНСТ принял закон, аннулировавший все договоры, конвенции, соглашения, акты и официальные постановления, а также концессионные соглашения на продажу или эксплуатацию рудников, заключённые султанским правительством без одобрения ВНСТ, начиная с 16 марта 1920 года, то есть со дня оккупации Стамбула. ВНСТ заявил, что султанская администрация находится под контролем «неверных» и что долгом каждого мусульманина является сопротивление иностранному вмешательству в дела Турции.

### Установление связей с Советской Россией
Мустафа Кемаль прекрасно понимал, что Турции не удастся отстоять свою независимость без новой регулярной армии и внешней помощи. Он сделал ставку на Советскую Россию, с которой рассчитывал создать общий антиимпериалистический фронт. Установление диалога с Москвой стало основной внешнеполитической задачей кемалистов. Создание общей военной стратегии и военная помощь большевиков позволили бы туркам победить греческую интервенцию. В то же время, по мнению кемалистов, взаимодействие с Турцией на Кавказе помогло бы и Советской России быстрее и эффективнее установить советскую власть в Закавказье и избавило бы её от «империалистической» опасности в Причерноморье и на Кавказе.
Первым внешнеполитическим актом нового правительства стало обращение председателя президиума ВНСТ Мустафы Кемаля к председателю СНК РСФСР В. И. Ленину с предложением установить дипломатические отношения и просьбой оказать Турции помощь в борьбе за национальную независимость. Эта стратегия касалась преодоления так называемого кавказского барьера, созданного дашнаками, грузинскими меньшевиками и Англией как препятствие для развития отношений между Советской Россией и кемалистами. Дашнакская Армения не позволяла транспортировать грузы в Турцию через свою территорию, а доставка помощи по Чёрному морю затруднялась присутствием кораблей стран Антанты.
Кемаль заявлял, что «Турция обязуется бороться совместно с Советской Россией против империалистических правительств для освобождения всех угнетённых, <…> изъявляет готовность участвовать в борьбе против империалистов на Кавказе и надеется на содействие Советской России для борьбы против напавших на Турцию империалистических врагов». В письме были изложены основные принципы внешней политики ВНСТ: провозглашение независимости Турции; включение в состав турецкого государства бесспорно турецких территорий; предоставление всем территориям со смешанным населением права определить свою судьбу; передача вопроса о проливах конференции прибрежных черноморских государств; отмена режима капитуляций и экономического контроля со стороны иностранных государств; ликвидация всякого рода сфер иностранного влияния.
Советское правительство поддержало кемалистов. Во-первых, идея национально-освободительной борьбы против империализма совпадала с большевистской идеологией, а во-вторых, что ещё более важно, превращение Анатолии в английскую зону влияния было крайне невыгодно для Советского государства. По указанию В. И. Ленина, 3 июня 1920 г. НКИД направил письмо турецкому правительству. В нём говорилось, что «Советское правительство протягивает руку дружбы всем народам мира, оставаясь неизменно верным своему принципу признания за каждым народом права на самоопределение. Советское правительство с живейшим интересом следит за героической борьбой, которую ведёт турецкий народ за свою независимость и суверенитет, и в эти дни, тяжёлые для Турции, оно счастливо заложить прочный фундамент дружбы, которая должна объединить турецкий и русский народы».
11 мая правительство Великого национального собрания Турции направило своего народного комиссара иностранных дел Бекира Сами во главе первой официальной делегации ВНСТ в РСФСР для подготовки общего договора о дружбе и взаимопомощи, которая прибыла в Москву 19 июля. 24 июля 1920 г. состоялась встреча Бекира Сами и его заместителя Юсуфа Кемаля с народным комиссаром иностранных дел РСФСР Г. В. Чичериным и его заместителем Л. М. Караханом.

### Обострение отношений с Арменией
Ещё в июне, получив известие о том, что султанское правительство намерено дать согласие на то, чтобы вопрос о границе между Турцией и Республикой Армении был решён арбитражем президента США Вудро Вильсона, Великое национальное собрание Турции 9 июня объявило мобилизацию в восточных вилайетах. Восточная армия под командованием генерал-лейтенанта Кязым-паши Карабекира была выдвинута через территорию северного Ирана в направлении Нахичевана.
Кемалистское правительство Турции и Армения фактически находились в состоянии войны с июня 1920 года, когда начались пограничные столкновения, в которых принимали участие с обеих сторон части регулярных войск. От военного конфликта стороны какое-то время удерживала позиция руководства Советской России, считавшего войну Турции против Армении нежелательной и выразившего готовность к посредничеству. За несколько недель до подписания Севрского мирного договора Армения направила пограничные войска в Ольтинский округ, который формально не принадлежал Турции, но находился под фактическим контролем мусульманских полевых командиров (в основном курдских) и подразделений турецкой армии, остающихся здесь в нарушение условий Мудросского перемирия. Ввод войск начался 19 июня, а к 22 июня армяне взяли под свой контроль бо́льшую часть территории округа, включая города Ольты и Пеняк. С точки зрения турецких националистов, речь шла о вторжении армянских войск на территорию Турции, что было использовано как основание для ответного удара.
На переговорах в Москве Бекир Сами настаивал на необходимости военного похода против Армении, мотивируя это тем, что если за короткий срок не будет создан сухопутный коридор через Нахичеван с Азербайджаном и находящейся там Красной Армией, то гибель национального движения в Турции будет неизбежной. Бекир Сами требовал хотя бы устного согласия Советской России на занятие турками Сарыкамыша и Шахтахты. Не получив согласия Г. Чичерина, Бекир Сами потребовал встречи с председателем СНК РСФСР В. И. Лениным.
28 июля — 1 августа части РККА, пробившиеся через Зангезур, и войска Восточной армии ВНСТ совместно заняли Нахичеванский уезд, вытеснив из него войска Республики Армения. 28 июля здесь была провозглашена Нахичеванская Советская Социалистическая Республика. Коридор Шуша — Герюсы (Горис) — Нахичевань между кемалистской Турцией и советским Азербайджаном был открыт. 10 августа между Арменией и РСФСР был подписан договор о прекращении огня, которым было оформлено временное пребывание советских войск в Зангезуре, Карабахе и Нахичеване.
В Москве 13 августа Политбюро ЦК РКП (б) обсудило предложения Г. В. Чичерина относительно Турции и Армении, а 14 августа В. И. Ленин принял турецкую делегацию. После выяснения с членом Военно-революционного Совета Кавказского фронта Г. К. Орджоникидзе вопроса о целесообразности занятия турками Шахтахты и Сарыкамыша, Г. В. Чичерин сообщил Бекиру Сами, что советское правительство не будет возражать, при условии что турки не продвинутся далее этой линии. К 24 августа был выработан проект Договора о дружбе, определявший основные принципы отношений между двумя странами (непризнание договоров, навязанных сторонам силой, аннулирование заключённых в прошлом договоров между царской Россией и Турцией, передача решения статуса Черноморских проливов на рассмотрение конференции черноморских государств и т. д.). В ст. 3 проекта стороны обязались при взаимном согласии в самый короткий срок принять все необходимые меры для открытия путей сообщения между Россией и Турцией в целях перевозки людей и товаров. В статье 4 говорилось, что РСФСР согласна взять на себя посредничество между Турцией и теми пограничными третьими государствами, которые распространили свою власть на какую-либо территорию, включённую в «Национальный обет», — тем самым советское правительство косвенно признавало право Турции на районы Батума, Карса и Ардагана. В связи с тем, что эти территории находились в составе Армении и Грузии, было решено отложить вопрос об определении северо-восточной границы Турции и окончательное подписание подготовленного договора. Этот проект впоследствии был положен в основу Московского договора «о дружбе и братстве», подписанного 16 марта 1921 года.
В ходе переговоров было также достигнуто соглашение, которое предусматривало предоставление помощи Великому национальному собранию Турции оружием, боеприпасами и золотом, а в случае необходимости — совместными военными действиями. В распоряжение Г. К. Орджоникидзе были немедленно направлены для последующей передачи туркам 6 тыс. винтовок, свыше 5 млн патронов и 17 600 снарядов. Денежная помощь была согласована в сумме 5 млн золотых рублей.

### Севрский мирный договор
Тем временем державы Антанты оказывали давление на султанскую администрацию, вынуждая её подписать кабальный мирный договор. 10 августа султанское правительство Турции подписало со странами Антанты Севрский мирный договор, официально оформивший раздел арабских и европейских владений Османской империи. Её европейские территории, кроме Стамбула с небольшим округом около Босфора, а также Измир с округом отходили Греции. Турция признавала Армению как «свободное и независимое государство», Турция и Армения соглашались подчиниться президенту США Вудро Вильсону по арбитражу границ в пределах вилайетов Ван, Битлис, Эрзурум и Трапезунд. Турция теряла все арабские владения, земли Курдистана. Зона Черноморских проливов попадала под контроль держав-победительниц.
Севрский договор был воспринят в Турции как несправедливый и «колониальный», как очевидное проявление неспособности султана Мехмеда VI защищать национальные интересы. Великое национальное собрание Турции отказалось ратифицировать договор.
Кемалисты не собирались признавать условия Севрского мирного договора, по которым им пришлось бы отдать Армении часть исконно турецкой территории, установленной «Национальным турецким пактом», — более того, в их понимании исконно турецкие земли включали в себя не только Западную Армению, но и по крайней мере половину территории, которую в августе 1920 года контролировала Республика Армения (вся территория к западу от русско-турецкой границы, установленной после войны 1877—1878 годов). На этот период Армения располагала армией, численность которой не достигала и 30 тысяч человек. Ей противостояла турецкая армия численностью 50 тысяч человек под командованием Кязым-паши Карабекира. Помимо регулярных войск, Карабекир мог рассчитывать на многочисленные нерегулярные вооружённые формирования, также готовые воевать против армян. Что касается армянской армии, которую считали наиболее обученной и дисциплинированной в Закавказье, она была морально и физически измотана в результате участия в практически не прекращающихся с 1915 года войнах. Как показали дальнейшие события, Армения не могла рассчитывать и на серьёзную внешнеполитическую поддержку, тогда как кемалисты пользовались дипломатической и военной помощью со стороны Советской России и Азербайджанской ССР.
Тем временем 8 сентября в Эрзурум прибыла первая партия советской помощи, о которой договорился ещё Халиль-паша, которого Мустафа Кемаль отправил в Москву с неофициальной миссией до начала работы ВНСТ в апреле 1920 г., встретившегося по пути в Москву к Ленину с главой Дагестана Дж. Коркмасовым, впоследствии советником Полпредства РСФСР в Турции (миссия Элиавы), и вместе с Г. Чичериным, участником переговоров в Москве, завершившихся подписанием Первого договора о дружбе и братстве с Турцией (16.03.1921 г. Кремль). По итогам его переговоров с Каменевым Совнарком принял решение тайно выделить Турции миллион золотых рублей. Халиль-паша возвратился в Турцию через Кавказ. Миссия Халиля-паши доставила около 500 кг золота в слитках, что составило примерно 125 тысяч золотых турецких лир. Двести килограммов было оставлено для нужд Восточной турецкой армии, а оставшиеся 300 кг были отвезены в Анкару и потрачены в первую очередь на жалование государственным служащим и офицерам. В дальнейшем перевозки вооружения, боеприпасов и снаряжения осуществлялись по морю из Новороссийска и Туапсе в Самсун, Трабзон и Инеболу, откуда они переправлялись во внутренние районы Анатолии. Первая партия оружия и боеприпасов была доставлена в Трабзон в конце сентября 1920 года. В течение месяца турецкая армия получила 3387 винтовок, 3623 ящика с боеприпасами и примерно 3000 штыков. В основном винтовки были трофейными германскими — такими же, что состояли на вооружении турецкой армии. За все годы войны за независимость, согласно официальным турецким данным, поставки Советской Россией вооружения и боеприпасов составили: винтовок — 37 812 штук, пулемётов — 324, патронов — 44 587 ящиков; орудий — 66 штук, снарядов — 141 173 штук.

### Армяно-турецкая война
После ряда новых пограничных столкновений Армения 24 сентября объявила войну Турции. 28 сентября турецкие войска начали наступление по всему фронту и, обладая значительным превосходством сил на главных направлениях, сумели в течение нескольких дней сломить сопротивление армянских войск и занять Сарыкамыш, Кагызман, Мерденек, выйти к Ыгдыру. Наступающие турецкие войска опустошали занятые районы и уничтожали мирное армянское население, не успевшее или не захотевшее спасаться бегством. В то же время, как сообщалось, некоторые армянские части начали этнические чистки на территории Карсской области и Эриванской губернии. Через несколько дней турецкое наступление было приостановлено, и вплоть до 28 октября бои велись примерно на этой же линии.
28 октября турецкие войска возобновили общее наступление, взяли под свой контроль южную часть Ардаганского округа и 30 октября овладели Карсом, а 7 ноября заняли Александрополь. Тем временем 6 ноября в ответ на просьбу правительства Армении о военной помощи в борьбе с Турцией грузинское правительство Н. Жордания заявило о нейтралитете Грузии в турецко-армянской войне. 11 ноября турецкое наступление возобновилось. Армянская армия была фактически уничтожена, а вся территория Армении, кроме районов Эривани и озера Севан, была занята турками.
2 декабря делегация дашнакского правительства Армении подписала мирный договор с Турцией, согласно которому территория Армении сокращалась до районов Эривани и Севана. Армянская армия — до 1500 человек, 20 пулемётов, 8 орудий. 4 декабря в Эривань, которая находилась под контролем революционных войск армянской армии, вошли части советской 11-й армии А. Геккера Кавказского фронта. 16 марта 1921 г. в Москве был подписан советско-турецкий договор «О дружбе и братстве», согласно которому к Турции отошли города Карс, Ардаган, Сарыкамыш. Война закончилась поражением Армении и её фактическими разделом: 2/3 её территории были оккупированы Турцией, а оставшаяся её часть советизирована.

### Западный фронт
Решающее сражение за Анкару началось 23 августа 1921 г. в нескольких десятках километров к западу от города. Греческая армия превосходила турецкую по всем параметрам — и по количеству солдат, и по вооружению. Турецкая армия насчитывала 40 тыс. винтовок, греческая — 88 тыс., в турецкой армии было 700 пулемётов, у греков — 7 тыс., пушек — 177 против 800, у греков было до 20 самолётов, у турок — только два. Турецкая армия превосходила греческую только в кавалерии: она имела 4727 сабель против 1800 греческих.
Исчерпав все свои материальные ресурсы и не располагая резервами к 13 сентября греческая армия в порядке отошла за р. Сакарья. Значительные потери обеих сторон стабилизировали фронт до 26 августа 1922 г., когда началось, как это принято называть в турецкой историографии, Великое Турецкое Наступление (тур. Büyük Türk Saldırısı или Büyük Türk Taarruzu). В результате непрерывных боёв турецкая армия освободила практически всю континентальную часть страны. 11 октября 1922 г. в городе Муданья на берегу Мраморного моря было заключено перемирие.

### Южный фронт
В соответствии с условиями соглашения Сайкса — Пико, наряду с западной Сирией и Ливаном, в зону прямого управления Франции были отведены также Киликия и другие районы юго-восточной Анатолии. Однако попыткам французских войск в 1919—1920 годах установить контроль над данными территориями противодействовали кемалистские партизаны. Истощенная Первой мировой войной Франция оказалась не готовой к ведению полномасштабной военной компании, поэтому правительство Франции решило пойти на сближение с кемалистским руководством. В мае 1920 года было заключено перемирие с кемалистами, а в декабре 1920 года французские войска окончательно покинули юго-восточную Анатолию.
За время французского контроля в Киликию вернулось более 170 тыс. армян, ранее бежавших от геноцида. Там был образован Армянский национальный союз, который претендовал на роль неофициального правительства. Когда в октябре 1921 года в Киликию вошли кемалистские войска, то большинство армян и других христиан ушли из Киликии вместе с французскими войсками в Сирию и Ливан.

## Завершение войны
Через некоторое время после освобождения Измира было подписано Муданийское перемирие и упразднён султанат.

## Итоги войны
Окончательный мирный договор был подписан в ходе Лозаннской конференции 1922—1923 гг. Лозаннским мирным договором, подписанным 24 июля 1923 года между Великобританией, Францией, Италией, Румынией, Японией, Королевством сербов, хорватов, словенцев, с одной стороны, и Османской империей — с другой, предусматривалось, что Турция сохранит за собой Восточную Фракию, Измир (Смирну) и другие территории, отторгнутые от неё по Севрскому мирному договору 1920 года, но откажется от претензий на Аравию, Египет, Судан, Триполитанию, Киренаику, Месопотамию, Палестину, Трансиорданию, Ливан, Сирию и острова в Эгейском море.
29 октября 1923 года была провозглашена Турецкая Республика, и Мустафа Кемаль, принявший имя «Ататюрк» (отец турок), стал её первым президентом.

## Комментарии
1. ↑  Япония, будучи участником антигерманской коалиции (Антанты) в Первой мировой войне, оказалась вовлечена в события, последовавшие за поражением Османской империи. С ноября 1918 года японские военно-морские силы и подразделения морской пехоты, в составе союзных оккупационных войск, дислоцировались в Константинополе (Стамбуле), осуществляя, под британским командованием, контроль над городом и проливами. Параллельно Япония принимала активное участие в дипломатических усилиях по послевоенному урегулированию в Османской империи как одна из «Главных Союзных Держав», подписав Севрский договор, предполагавший раздел Турции, и участвуя в Лозаннской конференции, результатом которой стало заключение окончательного мирного договора. На этих переговорах японская делегация проявляла значительный интерес к экономическим вопросам и статусу проливов, что было связано с обеспечением собственных торговых интересов в регионе[9][10]. Несмотря на формальный нейтралитет Японии непосредственно в Войне за независимость Турции, имели место отдельные инциденты. В частности, существуют данные об участии японского судна в спасении греческих беженцев из Смирны в ходе событий сентября 1922 года[11]. В то же время интернирование Грецией японского судна «Heimei-maru», перевозившего османских военнопленных, привело к дипломатическому конфликту между двумя странами[10].
2. ↑  В августе 1922 года войска кемалистов насчитывали 23 пехотных и 6 кавалерийских дивизий, 3 отдельных пехотных полка, 5 пограничных полков, 1 отдельную кавалерийскую бригаду, 3 отдельных кавалерийских полка, всего: 271403 чел.[14] Из них в Западной Анатолии — 18 пехотных и 5 кавалерийских дивизий (207942 чел. (с учётом отдельных полков и бригад)). В Восточной Анатолии — 2 пехотные и 1 кавалерийская дивизии, гарнизоны Эрзурума и Карса, 5 пограничных полков (29514 чел.). В Юго-Восточной Анатолии и Верхней Месопотамии — 1 пехотная дивизия и 2 кавалерийских полка (10447 чел.). В Адане — 2 батальона (500 чел.). В Газиантепе — 1 пехотный и 1 кавалерийский полки (1 тыс. чел.). В Амасье (Центральная армия) — 1 пехотная дивизия и 1 кавалерийская бригада (10 тыс. чел.). Войска в тылу — 12 тыс. чел.
3. ↑  Греческие войска захватили в ходе войны 22071 пленных, в том числе 520 офицеров и 6002 солдат. Во время греко-турецкого обмена населением в 1923 году в Турцию вернулось 329 офицеров, 6002 солдата и 9410 гражданских. Остальные 6330 чел., в основном гражданские, предположительно умерли в плену[25].
4. ↑  По некоторым турецким данным, греческие потери составили не менее 120—130 тыс. чел.[27] По западным данным, общие греческие потери составили 200 тыс. чел., в том числе 100 тыс. чел. в августе — сентябре 1922 года[28][29][30][31]. Материальные потери во время войны так же были огромными[32].
5. ↑  Данные, предоставленные председателем СНК и наркомом по военным делам ССР Армения А. Ф. Мясниковым наркому по иностранным делам РСФСР Г. В. Чичерину в 1921 году: убитые — 30 тыс. мужчин, 15 тыс. женщин, 5 тыс. детей, 10 тыс. девушек; раненные — 20 тыс. мужчин, 10 тыс. женщин, 5 тыс. девушек, 3 тыс. детей[38].